# Clubber Lang
James "Clubber" Lang è un personaggio cinematografico interpretato dall'attore statunitense Mr. T.
È l'antagonista principale del film Rocky III del 1982 scritto, diretto e interpretato da Sylvester Stallone e compare anche in alcuni flashback nei successivi film della saga.

## Biografia del personaggio

### Caratteristiche
Pugile afroamericano di Chicago, Lang riesce a risalire rapidamente la classifica degli sfidanti al titolo grazie ai numerosi incontri vinti per KO; pur non eccellendo dal punto di vista tecnico, il suo stile votato all'attacco e alla potenza con una spiccata resistenza e capacità di incassare gli garantisce una pericolosità notevole, che lo stesso Mickey, allenatore di Rocky, riconosce dopo aver assistito ad alcuni suoi match.

### Vittoria del titolo
Quando la città di Philadelphia rende omaggio a Rocky con una statua e il campione coglie l'occasione per annunciare il suo ritiro, Lang si fa largo tra la folla urlando il suo disappunto essendo lo sfidante numero uno e accusando il campione di averlo evitato perché conscio che contro di lui avrebbe perso. Rocky, infuriato dagli insulti successivamente rivolti a lui e ai suoi cari da Lang, decide di accettare la sua sfida ma Mickey si oppone essendo consapevole che il suo pupillo non avrebbe alcuna possibilità; dopo continue pressioni da parte dello stesso Rocky, Mickey decide infine di prepararlo per l'ultima volta.
Pochi istanti prima dell'incontro Rocky e Clubber hanno una discussione fuori dagli spogliatoi che degenera in rissa e in questo frangente lo sfidante tira uno spintone a Mickey, che accusa un attacco cardiaco. Appena prima che cominci il match, Apollo sale sul ring per salutare i due pugili ma viene insultato e provocato da Lang, che lo etichetta come fallito. Clubber si aggiudica quindi il titolo WBC dei pesi massimi sconfiggendo Rocky per KO alla seconda ripresa.

### La sconfitta
Alcuni mesi dopo si tiene la rivincita e stavolta è Rocky a vincere in quanto gli allenamenti con Apollo e lo stile di combattimento appreso da quest'ultimo gli consentono di eludere molti dei colpi sferrati da Clubber e di approfittare della sua stanchezza.

## Concezione e sviluppo
Dopo il successo di Rocky II Stallone cominciò a scrivere la sceneggiatura del terzo capitolo della saga incentrata sul pugile italo-americano decidendo di creare un nuovo avversario rispetto ad Apollo Creed e basandolo sui pugili Sonny Liston, Larry Holmes e George Foreman; quest'ultimo rappresenta la fonte principale di ispirazione per Clubber: i due infatti condividono sia lo stile di combattimento che alcuni lati caratteriali.
Inizialmente l'attore voleva offrire la parte a un pugile professionista e così si rivolse a Earnie Shavers: mentre i due stavano facendo sparring Stallone si accorse che Shavers si limitava a usare deboli jab di sbarramento e lo incitò più volte a colpirlo; all'ennesimo rimprovero Shavers colpì Stallone al corpo talmente forte che l'attore fu costretto a lasciare il ring dolorante. Conscio di non poter ingaggiare Shavers, il casting andò avanti e tra i papabili per la parte venne considerato anche Joe Frazier, che aveva già interpretato un cameo in Rocky, ma anche lui venne scartato. Alla fine Stallone optò per Mr. T, che aveva notato al contest America's Toughest Bouncer, e gli affidò la parte.

## Accoglienza

### Influenza culturale
Nel film Ted 2 il protagonista, un pupazzo vivente, decide di adottare come cognome "Clubber Lang".